# 古斯塔沃·马科斯
古斯塔沃·马科斯（西班牙語：Gustavo Marcos，1972年12月23日—），西班牙水球运动员。他曾代表西班牙参加2000年和2004年夏季奥林匹克运动会水球比赛，分别获得第四名和第六名。